# Cúp bóng đá Estonia 2010–11
Cúp bóng đá Estonia 2010–11 là mùa giải thứ 21 của giải đấu bóng đá loại trực tiếp ở Estonia tổ chức bởi Hiệp hội bóng đá Estonia. Ngày 10 tháng 5 năm 2011, FC Flora Tallinn đánh bại JK Narva Trans trong trận chung kết để đoạt cúp và giành quyền tham gia vòng loại thứ hai của UEFA Europa League 2011–12. Đương kim vô địch là FC Levadia Tallinn.

## Vòng Một
Các cặp đấu của vòng Một được bốc thăm bởi Hiệp hội Bóng đá Estonia on ngày 2 tháng 6 năm 2010. A total of 96 teams registered for the competition, a new competition record.
| 29 June             | Eesti Koondis | v                        | Bản mẫu:Fb team SKalev | Tallinn                                                                     |  |
| 18:00 EEST (UTC+03) |               | Chi tiết (tiếng Estonia) | 21' Nerijus Vasiliauskas · 36' 67'Aleksandr Tarassenkov · 48' (ph.đ.) Aleksey Naumov · 69' Evgeny Kabayev · 72' Vygantas Zubavičius · 82' Jürgen Kuresoo | Sân vận động: Sân vận động Kadriorg Lượng khán giả: 46 Trọng tài: Jaan Roos |  |

| 9 tháng Bảy         | Bản mẫu:Fb team TJK Legion II | v                        | EMÜ SK                                                  | Tallinn                                                                  |  |
| 20:00 EEST (UTC+03) | 90' Sergei Krupa              | Chi tiết (tiếng Estonia) | 31' Martin Muttik · 35' Vahur Raigna · 68' Viljar Arula | Sân vận động: Wismari staadion Lượng khán giả: 0 Trọng tài: Kaupo Õismaa |  |

| 20 tháng Bảy        | Bản mẫu:Fb team Trans | v | Saaremaa JK | Narva                                  |  |
| 18:45 EEST (UTC+03) |                       |   |             | Sân vận động: Narva Kreenholmi Stadium |  |

| 20 tháng Bảy        | Bản mẫu:Fb team Elva | v                        | Bản mẫu:Fb team Lootus                                   | Tallinn                                                                    |  |
| 18:45 EEST (UTC+03) |                      | Chi tiết (tiếng Estonia) | 81' Irfan Ametov · 90' Vasily Kulik · 90' Ivan Lihhatšov | Sân vận động: Sportland Arena Lượng khán giả: 37 Trọng tài: Andi Kingumets |  |

| 20 tháng Bảy        | Tulevik | v                        | FC Otepää II | Viljandi                                                                       |  |
| 18:45 EEST (UTC+03) | 2' 13' 49' Rait Kasterpalu · 10' 52' 76' Rasmus Tomson · 18' (ph.đ.) Alan Ventsel · 19' Rasmus Munskind · 44' Mikk Pärt · 61' Edwin Stüf · 83' 87' 90' Rauno Tutk · 84' Mikko Sillast | Chi tiết (tiếng Estonia) |              | Sân vận động: Viljandi linnastaadion Lượng khán giả: 80 Trọng tài: Elar Wisdom |  |

| 20 tháng Bảy        | FC Absoluut      | v                        | Raasiku FC Joker | Tallinn                                                              |  |
| 18:45 EEST (UTC+03) | 82' Oscar Pedosk | Chi tiết (tiếng Estonia) | 7' 12' Hardo Riiberg · 8' 13' 15' 79' 84' Vaiko Eggert · 32' 40' Rauno Pruuli · 47' There Reinike · 60' Priit Betlem · 67' 80' 90' Jaan Jalas · 75' Rando Ilves · 82' Oscar Pedosk · 90' Andre Ilves | Sân vận động: Laagri kunstmuru Lượng khán giả: 7 Trọng tài: Ain Alev |  |

| 20 tháng Bảy        | Tarvastu                            | v                        | Kose                              | Soe                                                                           |  |
| 18:45 EEST (UTC+03) | 7' 19' Tairo Orav · 16' Kaspar Orav | Chi tiết (tiếng Estonia) | 18' Martin Bukin · 19' Tõnis Tüli | Sân vận động: Soe keskasula staadion Lượng khán giả: 100 Trọng tài: Ülo Kikas |  |

| 20 tháng Bảy        | Atletik | v                        | Reaal            | Tallinn                                                                      |  |
| 18:45 EEST (UTC+03) | 6' Jevgeni Grafski · 10' (ph.đ.) 41' 47' Andrus Mitt · 12' 35' Mark Švets · 16' 42' Dmitri Njatin · 23' Andrei Timofejev · 28' (l.n.) Heigo Plotnik · 53' Maksim Smirnov · 90' Jevgeni Ginzburg | Chi tiết (tiếng Estonia) | 53' Juss Tamming | Sân vận động: Wismari staadion Lượng khán giả: 25 Trọng tài: Kirill Andrejev |  |

| 20 tháng Bảy        | Keila JK                           | v                        | Tallinna Kotkad                                                                       | Keila                                                                  |  |
| 18:45 EEST (UTC+03) | 46' Toomas Kelo · 59' Erkki Kuriks | Chi tiết (tiếng Estonia) | 12' Jürgen Pallo · 41' Tanel Joala · 42' 73' Timo Erkki Huttunen · 89' Lauri Lendsalu | Sân vận động: Keila staadion Lượng khán giả: 37 Trọng tài: Erko Kookla |  |

| 20 tháng Bảy        | Navi | v                        | Atli              | Võtu                                                                                  |  |
| 18:45 EEST (UTC+03) |      | Chi tiết (tiếng Estonia) | 34' Oleg Glivenko | Sân vận động: Võru Spordikeskuse staadion Lượng khán giả: 35 Trọng tài: Maikel Mikson |  |

| 20 tháng Bảy        | JK Kaitseliit Kalev | v                        | FC Velldoris                                                   | Kuusalu                                                                            |  |
| 18:45 EEST (UTC+03) | 2' 75' Meelis Tasa · 26' Anton Kuznetsov · 32' Eerik Heinpalu · 50' Patrik Maldre · 52' Mart Mürkel · 78' Indro Olumets · 80' (pen) Anton Li | Chi tiết (tiếng Estonia) | 25' Dmitri Koparev · 39' Valery Sobtšenko · 47' Leonid Latõšev | Sân vận động: Kuusalu Keskkooli staadion Lượng khán giả: 15 Trọng tài: Mart Martin |  |

| 20 tháng Bảy        | Löök | v (6–5 p)                | Bản mẫu:Fb team Elva II | Kaagvere                                                                  |  |
| 18:45 EEST (UTC+03) |      | Chi tiết (tiếng Estonia) |                         | Sân vận động: Kaagvere staadion Lượng khán giả: 25 Trọng tài: Vallo Lokko |  |

| 20 tháng Bảy        | Kernu              | v                        | aameraaS                                       | Kernu                                                                             |  |
| 18:45 EEST (UTC+03) | 63' 75' Raigo Abel | Chi tiết (tiếng Estonia) | 4' 73' (ph.đ.) Andre Anis · 47' Andres Lehesoo | Sân vận động: Kernu Põhikooli staadion Lượng khán giả: 10 Trọng tài: Aivar Pohlak |  |

| 21 tháng Bảy        | Bản mẫu:Fb team Ajax Lasnamäe             | v                        | Welco Elekter | Tallinn                                                                   |  |
| 18:45 EEST (UTC+03) | 16' Alexey Zotov · 20' 41' Sergei Kononov | Chi tiết (tiếng Estonia) |               | Sân vận động: Ajaxi staadion Lượng khán giả: 40 Trọng tài: Roland Meritee |  |

| 21 tháng Bảy        | Haiba | v                        | Bản mẫu:Fb team Warrior                                                                                             | Saku                                                                |  |
| 18:45 EEST (UTC+03) |       | Chi tiết (tiếng Estonia) | 13' Oskar Kaldvee · 55' Ivo-Henri Pikkor · 77' Martin Kaarjärv · 81' Karl Ivar Maar · 85' (ph.đ.) Karl Henri Rebane | Sân vận động: Saku kunstmuru Lượng khán giả: 10 Trọng tài: Uno Tutk |  |

| 21 tháng Bảy        | Bản mẫu:Fb team Rakvere                                                                                       | v                        | Püsivus | Rakvere                                                                          |  |
| 18:45 EEST (UTC+03) | 20' Amor Luup · 60' 61' Taavi Trasberg · 65' Hans Hiiuväin · 72' 76' Reijo Kuusik · 82' 85' 87' Sergei Akimov | Chi tiết (tiếng Estonia) |         | Sân vận động: Rakvere linnastaadion Lượng khán giả: 38 Trọng tài: Marger Pormann |  |

| 21 tháng Bảy        | Bản mẫu:Fb team TJK Legion                                                         | v                        | Bản mẫu:Fb team Sörve | Tallinn                                                                  |  |
| 18:45 EEST (UTC+03) | 7' 15' Alexander Pavlikhin · 27' Juri Brõtkin · 70' Jüri Lipsik · 88' Dmitry Popov | Chi tiết (tiếng Estonia) | 50' Jaanis Kriska     | Sân vận động: Wismari staadion Lượng khán giả: 12 Trọng tài: Kert Küttis |  |

| 21 tháng Bảy        | Saue Laagri                            | v                        | Soccernet | Tallinn                                                                   |  |
| 18:45 EEST (UTC+03) | 16' 34' 45' Carl Sõlg · 64' Lauri Esko | Chi tiết (tiếng Estonia) |           | Sân vận động: Laagri kunstmuru Lượng khán giả: 25 Trọng tài: Oleg Grasman |  |

| 21 tháng Bảy        | Rolling Doors | v                        | Otepää                                           | Suure-Jaani                                                                            |  |
| 18:45 EEST (UTC+03) |               | Chi tiết (tiếng Estonia) | 16' 61' 61' 82' Raul Lehismets · 84' Ott Meerits | Sân vận động: Suure-Jaani Gümnaasiumi staadion Lượng khán giả: 62 Trọng tài: Danel Udu |  |

| 21 tháng Bảy        | Bản mẫu:Fb team Rada                                                                                                 | v                        | Quattromed | Kuusalu                                                                           |  |
| 18:45 EEST (UTC+03) | 2' Raido Rebane · 5' Risto Roos · 25' (ph.đ.) 36' 55' 71' Joonas Kröönström · 57' Risto Roos · 82' Margus Kröönström | Chi tiết (tiếng Estonia) |            | Sân vận động: Kuusalu Keskkooli staadion Lượng khán giả: 25 Trọng tài: Heiki Luik |  |

| 21 tháng Bảy        | Bản mẫu:Fb team FCLelle | v                        | Bản mẫu:Fb team Noorus | Lelle                                                                  |  |
| 18:45 EEST (UTC+03) |                         | Chi tiết (tiếng Estonia) | 4' 14' Nikolai Roop    | Sân vận động: Lelle staadion Lượng khán giả: 50 Trọng tài: Margo Noode |  |

| 21 tháng Bảy        | Bản mẫu:Fb team Warrior II | v (4–3 p) | Bản mẫu:Fb team Premium | Valga                                                   |  |
| 18:45 EEST (UTC+03) |                            |           |                         | Sân vận động: Valga Kungla kunstmuru Lượng khán giả: 65 |  |

| 21 tháng Bảy        | Kumake                                        | v                        | Metropool         | Paide                                                                       |  |
| 18:45 EEST (UTC+03) | 88' Markus Mats Lellsaar · 89' 90' Alar Arula | Chi tiết (tiếng Estonia) | 10' Hannes Kivilo | Sân vận động: Paide linnastaadion Lượng khán giả: 65 Trọng tài: Dmitri Kägu |  |

| 21 tháng Bảy        | Toompea 1994                                               | v (4–5 p)                | Kristiine                                                                      | Tallinn                                                                     |  |
| 18:45 EEST (UTC+03) | 39' Aaro Mõttus · 65' 96' Priit Kuusk · 87' Priit Järviste | Chi tiết (tiếng Estonia) | 23' Ard Ernits · 34' Sander Talviste · 65' Reiko Keltjärv · 120' Tarmo Randver | Sân vận động: Maarjamäe staadion Lượng khán giả: 6 Trọng tài: Viktor Jasska |  |

| 21 tháng Bảy        | Bản mẫu:Fb team Piraaja | v                        | Lootus II            | Tallinn                                                                 |  |
| 18:45 EEST (UTC+03) |                         | Chi tiết (tiếng Estonia) | 86' Aleksandr Avdeev | Sân vận động: Sportland Arena Lượng khán giả: 41 Trọng tài: Erko Kookla |  |

| 21 tháng Bảy        | Kalju III | v                        | Bản mẫu:Fb team Flora II             | Tallinn                                                               |  |
| 20:30 EEST (UTC+03) |           | Chi tiết (tiếng Estonia) | 15' Priit Danelson · 63' Marten Mütt | Sân vận động: Hiiu staadion Lượng khán giả: 63 Trọng tài: Ainar Kuusk |  |

| 22 July             | Nõmme United                       | v                        | Bản mẫu:Fb team Orbiit | Tallinn                                                                      |  |
| 18:45 EEST (UTC+03) | 66' Kevin Paavo · 84' Alex Jelagin | Chi tiết (tiếng Estonia) | 37' Raimond Äri        | Sân vận động: Männiku kunstmuru Lượng khán giả: 58 Trọng tài: Neeme Neemlaid |  |

| 25 tháng Bảy        | Visadus | v                        | Sillamäe Kalev II                                                                                          | Tallinn                                                                           |  |
| 18:45 EEST (UTC+03) |         | Chi tiết (tiếng Estonia) | 10' Dmitry Lipartov · 25' Roman Ovtšinnikov · 68' Aleksei Sedov · 72' 90' Kirill Novikov · 90' Anton Orlov | Sân vận động: Sõle Gümnaasiumi staadion Lượng khán giả: 50 Trọng tài: Marto Kiisk |  |

| 27 tháng Bảy        | Keskerakond                          | v                        | Olympic                                                   | Loo                                                                   |  |
| 18:45 EEST (UTC+03) | 46' Juri Katšan · 89' Oleg Sarantšin | Chi tiết (tiếng Estonia) | 6' Magnar Mikkelsaar · 27' 81' Sven Haas · 36' Rando Tamm | Sân vận động: Loo kunstmuru Lượng khán giả: 10 Trọng tài: Edik Oflyan |  |

| 31 July             | Loo | v | Rannamõisa                    | Loo                                            |  |
| 19:00 EEST (UTC+03) |     |   | 63' Märt Mere · 75' Riho Pill | Sân vận động: Loo kunstmuru Lượng khán giả: 20 |  |

| 5 August            | Eston Villa | v | Premium II                         | Tallinn                                                 |  |
| 18:45 EEST (UTC+03) |             |   | 6' Ergo Eessaar · 79' Kristian Uuk | Sân vận động: Lasnamäe KJH kunstmuru Lượng khán giả: 35 |  |

### Các đội miễn đấu
| - A&A Kinnisvara - Alko - Ararat-TTÜ - Aspen - Bản mẫu:Fb team Emmaste - Bản mẫu:Fb team Flora - Bản mẫu:Fb team Ganvix - HaServ - Igiliikur | - Bản mẫu:Fb team Jalgpallihaigla - Bản mẫu:Fb team Järva-Jaani - Bản mẫu:Fb team Kalju - Bản mẫu:Fb team Kalju II - Bản mẫu:Fb team Kuressaare - Bản mẫu:Fb team Levadia - Bản mẫu:Fb team Lootos - Luunja - Bản mẫu:Fb team Paide LM | - Puuma - Rakvere II - Bản mẫu:Fb team Saku - Saue - Suema Cargobus - Bản mẫu:Fb team Tabasalu - Bản mẫu:Fb team Kalev - Tallinna Kalev III - Bản mẫu:Fb team Tamme Auto | - Bản mẫu:Fb team Tammeka - Bản mẫu:Fb team Tammeka II - Twister - Tääksi - Bản mẫu:Fb team Võru |

## Vòng Hai
Các trận đấu diễn ra từ ngày 3 tháng Tám đến 4 tháng 9 năm 2010.
| Đội 1                           | Tỉ số      | Đội 2                       |
| ------------------------------- | ---------- | --------------------------- |
| Bản mẫu:Fb team SKalev          | 6–0        | Atli                        |
| Bản mẫu:Fb team Paide LM        | 0–1        | Tulevik                     |
| Tääksi                          | 4–3        | JK Kaitseliit Kalev         |
| Bản mẫu:Fb team Tabasalu        | 2–3        | HaServ                      |
| Aspen                           | 0–8        | Igiliikur                   |
| KIIU                            | 0–9        | Bản mẫu:Fb team Emmaste     |
| Löök                            | 2–3 (h.p.) | A&A Kinnisvara              |
| Saue                            | 3–10       | Otepää                      |
| Tallinna Kotkad                 | 0–1        | Luunja                      |
| Bản mẫu:Fb team Kalev           | 1–0 (h.p.) | Bản mẫu:Fb team Levadia     |
| Bản mẫu:Fb team Noorus          | 0–3        | Bản mẫu:Fb team Kuressaare  |
| Kumake                          | 0–5        | Bản mẫu:Fb team Flora       |
| Raasiku FC Joker                | 2–0        | Lootus II                   |
| aameraaS                        | 2–6        | Bản mẫu:Fb team Kalju       |
| Bản mẫu:Fb team Flora II        | 1–3        | Sillamäe Kalev II           |
| Saue Laagri                     | 3–0        | Bản mẫu:Fb team TJK Legion  |
| Bản mẫu:Fb team Jalgpallihaigla | 1–7        | Alko                        |
| Rakvere II                      | 8–0        | Suema Cargobus              |
| Twister                         | 1–2        | Bản mẫu:Fb team Tammeka II  |
| Tallinna Kalev III              | 0–7        | Bản mẫu:Fb team Trans       |
| Ararat-TTÜ                      | 1–0        | Bản mẫu:Fb team Lootus      |
| Olympic                         | 1–8        | Bản mẫu:Fb team Tammeka     |
| Bản mẫu:Fb team Rada            | 3–6        | Bản mẫu:Fb team Lootos      |
| Bản mẫu:Fb team Ajax Lasnamäe   | 9–0        | Bản mẫu:Fb team Järva-Jaani |
| Bản mẫu:Fb team Saku            | 1–3        | EMÜ SK                      |
| Bản mẫu:Fb team Warrior         | 0–1        | Atletik                     |
| Nõmme United                    | 4–0        | Bản mẫu:Fb team Warrior II  |
| Rannamõisa                      | 0–4        | Tarvastu                    |
| Premium II                      | 0–4        | Bản mẫu:Fb team Ganvix      |
| Bản mẫu:Fb team Kalju II        | 3–0        | Kristiine                   |
| Bản mẫu:Fb team Võru            | 0–41       | Bản mẫu:Fb team Rakvere     |
| Bản mẫu:Fb team Tamme Auto      | 3–2        | Puuma                       |

Notes:1Trận đấu này ban đầu kết thúc với tỉ số 2–4 nghiêng về Bản mẫu:Fb team Rakvere. Tuy nhiên sau đó, Bản mẫu:Fb team Võru bị phát hiện đã đưa vào sân một cầu thủ không hợp lệ. Vì vậy, phần thắng được dành cho Bản mẫu:Fb team Rakvere với tỉ số 0–4.

## Vòng Ba
Các trận đấu diễn ra từ ngày 31 tháng Tám đến 7 tháng 10 năm 2010.
| Đội 1                      | Tỉ số                   | Đội 2                         |
| -------------------------- | ----------------------- | ----------------------------- |
| Bản mẫu:Fb team Kuressaare | 1–5                     | Bản mẫu:Fb team SKalev        |
| Bản mẫu:Fb team Flora      | 5–0                     | Rakvere II                    |
| Alko                       | 2–1                     | Ararat-TTÜ                    |
| Otepää                     | 1–1 (a.e.t) (ph.đ.) 2–3 | Bản mẫu:Fb team Lootos        |
| Bản mẫu:Fb team Kalju      | 0–1                     | Bản mẫu:Fb team Trans         |
| EMÜ SK                     | 0–2                     | Bản mẫu:Fb team Ajax Lasnamäe |
| Bản mẫu:Fb team Kalev      | 2–0                     | Luunja                        |
| Igiliikur                  | 1–2                     | Nõmme United                  |
| Bản mẫu:Fb team Tammeka II | 4–3 (h.p.)              | Tarvastu                      |
| Tääksi                     | 1–5                     | Raasiku FC Joker              |
| Bản mẫu:Fb team Tammeka    | 4–0                     | Atletik                       |
| Bản mẫu:Fb team Ganvix     | 3–0                     | A&A Kinnisvara                |
| Sillamäe Kalev II          | 3–0                     | Bản mẫu:Fb team Rakvere       |
| Saue Laagri                | 2–3                     | Bản mẫu:Fb team Tamme Auto    |
| Bản mẫu:Fb team Kalju II   | 0–4                     | Bản mẫu:Fb team Emmaste       |
| HaServ                     | 1–0                     | Tulevik                       |

## Vòng Bốn
16 đội chiến thắng ở vòng trước tham gia vào vòng này. Các trận đấu diễn ra từ 5 đến 20 tháng 10 năm 2010.
| Đội 1                         | Tỉ số | Đội 2                      |
| ----------------------------- | ----- | -------------------------- |
| Bản mẫu:Fb team Tammeka       | 0–1   | Bản mẫu:Fb team Trans      |
| Bản mẫu:Fb team Flora         | 4–1   | Bản mẫu:Fb team Lootos     |
| Bản mẫu:Fb team Ajax Lasnamäe | 4–1   | Nõmme United               |
| Bản mẫu:Fb team Kalev         | 2–1   | Bản mẫu:Fb team Tammeka II |
| Raasiku FC Joker              | 3–0   | Sillamäe Kalev II          |
| Bản mẫu:Fb team Emmaste       | 4–0   | Alko                       |
| Bản mẫu:Fb team SKalev        | 12–1  | Bản mẫu:Fb team Tamme Auto |
| HaServ                        | 1–0   | Bản mẫu:Fb team Ganvix     |

## Tứ kết
8 đội thắng ở vòng trước tham gia vào vòng này. Tuy nhiên, trước khi vòng đấu diễn ra, Raasiku FC Joker rút khỏi giải, vì vậy Flora được tự động vào thẳng bán kết. Các trận đấu diễn ra vào các ngày 12 và 13 tháng 4 năm 2011.
| Đội 1                   | Tỉ số      | Đội 2                         |
| ----------------------- | ---------- | ----------------------------- |
| Bản mẫu:Fb team Flora   | đi tiếp    | Raasiku FC Joker              |
| HaServ                  | 0–4 (h.p.) | Bản mẫu:Fb team Ajax Lasnamäe |
| Bản mẫu:Fb team Trans   | 1–0 (h.p.) | Bản mẫu:Fb team Kalev         |
| Bản mẫu:Fb team Emmaste | 0–1        | Bản mẫu:Fb team SKalev        |

## Bán kết
4 đội thắng ở vòng trước tham gia vào vòng này.
| {{{ngày}}} | Bản mẫu:Fb team Flora | v | Bản mẫu:Fb team Ajax Lasnamäe | A. Le Coq Arena, Tallinn |  |
|            |                       |   |                               |                          |  |

| {{{ngày}}} | Bản mẫu:Fb team SKalev | v | Bản mẫu:Fb team Trans | Sillamäe Kalevi Stadium, Sillamäe |  |
|            |                        |   |                       |                                   |  |

## Chung kết
| {{{ngày}}} | Bản mẫu:Fb team Trans | v | Bản mẫu:Fb team Flora                  | A. Le Coq Arena, Tallinn |
|            |                       |   | 48' Markus Jürgenson · 78' Alo Dupikov |                          |

## Vua phá lưới
Cập nhật đến ngày 9 tháng 7 năm 2010.
2 bàn
- Aleksandr Tarassenkov (Sillamäe Kalev)

1 bàn
- Viljar Arula (EMÜ)
- Martin Muttik (EMÜ)
- Vahur Raigna (EMÜ)
- Evgeny Kabayev (Sillamäe Kalev)
- Jürgen Kuresoo (Sillamäe Kalev)
- Aleksey Naumov (Sillamäe Kalev)
- Nerijus Vasiliauskas (Sillamäe Kalev)
- Vygantas Zubavičius (Sillamäe Kalev)
- Sergei Krupa (TJK Legion II)